# Kohort (demografi)
Kohort används inom demografin som beteckning på en grupp individer med vissa gemensamma kännetecken, normalt födelseperiod, oftast ett år. En födelsekohort består sålunda av personer födda under samma kalenderår. Man kan också tala om andra typer av kohorter, till exempel äktenskapskohort det vill säga alla äktenskap ingångna under en viss period. Urval av vissa kohorter används ofta i kohortstudier.